# Drum național 28B
Der Drum național 28B (rumänisch für „Nationalstraße 28B“, kurz DN28B) ist eine Hauptstraße in Rumänien. Er bildet zugleich einen Abschnitt der Europastraße 58.

## Verlauf
Die Straße zweigt in Târgu Frumos vom Drum național 28 (zugleich Europastraße 583) nach Norden ab und verläuft über Hârlău nach Botoșani, wo sie auf den Drum național 29 (Fortsetzung der Europastraße 58 nach Suceava) trifft, an dem sie endet.
Die Länge der Straße beträgt knapp 78 km.